# Jinačovice
Jinačovice (deutsch Inatschowitz) ist eine Gemeinde in Tschechien. Sie liegt zehn Kilometer nordwestlich des Stadtzentrums von Brünn an dessen Stadtrand und gehört zum Okres Brno-venkov.

## Geographie
Jinačovice befindet sich in der Bobravská vrchovina im Quellgebiet des Baches Mniší potok. Im Norden erhebt sich die Kuřimská hora (435 m), östlich der Sychrov (463 m) und die Velká Baba (446 m), im Süden die Mniší hora (333 m), südwestlich die Trnůvka (441 m) und im Westen der Batělov (426 m). Nördlich liegt das Gelände des Golfplatzes U Marušky, im Süden die Brünner Talsperre.
Nachbarorte sind U Marušky und Kuřim im Norden, Česká im Nordosten, Ivanovice im Osten, Řečkovice im Südosten, Komín und Kníničky im Süden, Rozdrojovice und Obora im Südwesten, Mečkov und Veverská Bítýška im Westen sowie Chudčice und Moravské Knínice im Nordwesten.

## Geschichte

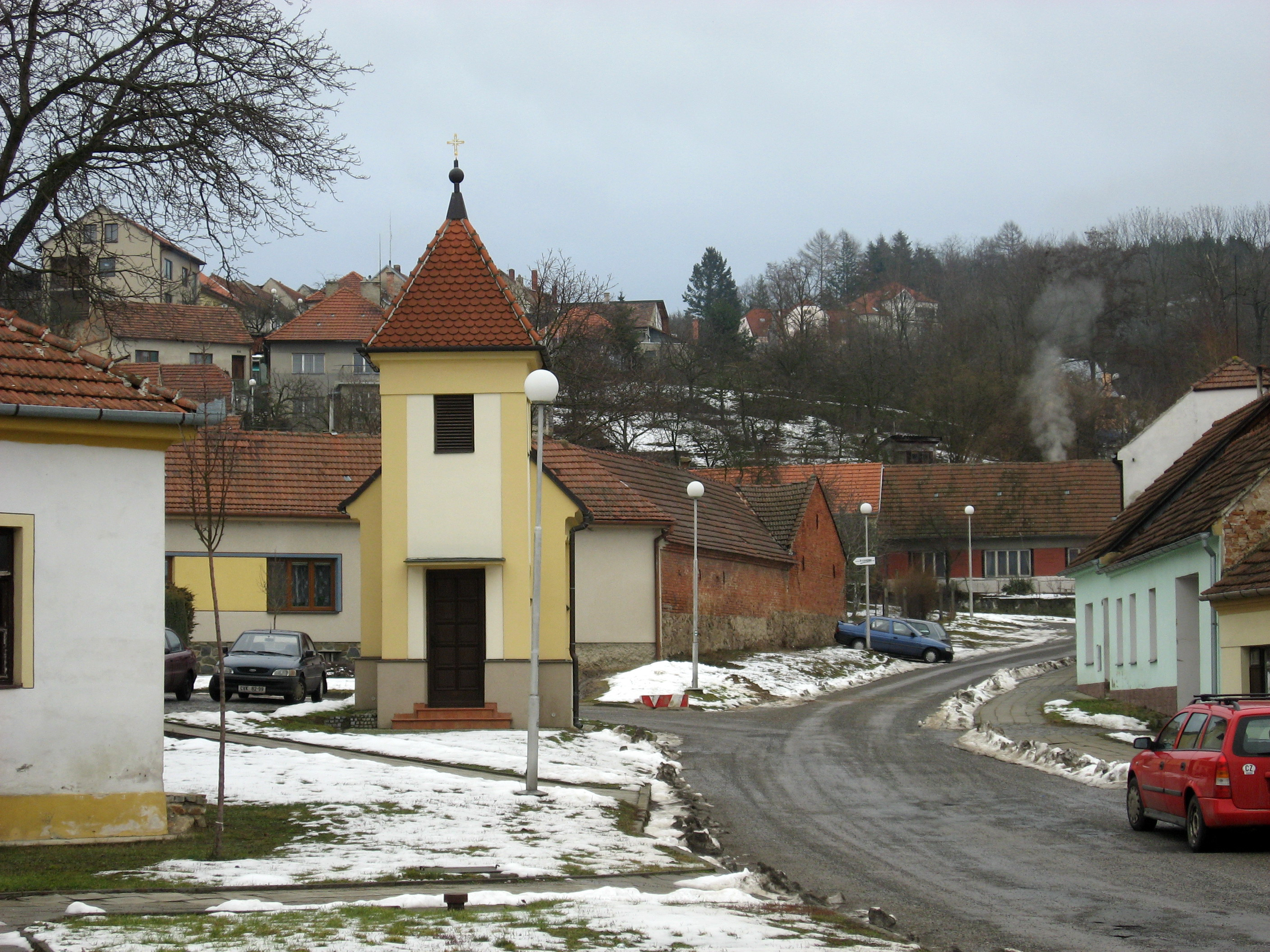
Kapelle der hl. Maria Magdalena

Die erste schriftliche Erwähnung des aus elf Anwesen bestehenden Dorfes erfolgte im Jahre 1358, als Hereš von Lelekovice den Ort beim Burggrafen Jakub von Veveří gegen Lažánky eintauschte.
Nach der Aufhebung der Patrimonialherrschaften bildete Inačovice/Inatschowitz ab 1850 eine Gemeinde im Brünner Bezirk. Das Waldgebiet westlich des Dorfes gehörte zwischen 1856 und 1881 Gregor Ypsilantis auf Eichhorn und war dessen Jagdrevier. Einige Denkmäler, wie der Grüne Stuhl, erinnern an diese Epoche. 1921 kam das Dorf zum Okres Brno-venkov. Seit 1923 wird der Ortsname Jinačovice verwendet. Während des Zweiten Weltkrieges erfolgten in den Jahren 1940 bis 1943 Bauarbeiten für die Reichsautobahn Wien–Breslau, die westlich Inatschowitz vorbeiführen sollte. Östlich lag an einem Wegekreuz das Ausflugslokal U boudy, das 1948 seine Türen für immer schloss. Zwischen 1948 und 1960 gehörte Jinačovice zum Okres Brno-okolí und nach dessen Auflösung wieder zum Okres Brno-venkov.

## Sehenswürdigkeiten
- Kapelle der hl. Maria Magdalena, erbaut 1854 und im Jahre 1997 instand gesetzt
- Naturpark Baba, östlich des Ortes
- Naturpark Podkomorské lesy, westlich von Jinačovice
- Gedenkstein für den 1903 erschossenen Heger Richard Kučírek, östlich von Jinačovice im Wald
- Dämme der unvollendeten Reichsautobahn Wien–Breslau